# مرحله مخفی
مرحلهٔ مخفی (به انگلیسی: Secret Level) یک مجموعه تلویزیونی آنتولوژی پویانمایی بزرگسالان است  که توسط تیم میلر برای آمازون پرایم ویدئو ساخته شده است. این مجموعه توسط بلور استودیو متعلق به میلر همراه با آمازون ام‌جی‌ام استودیوز تولید شده است. دیو ویلسون مدیر اجرایی تولید و به عنوان کارگردان پویانمایی خدمت می‌کند. این سریال شامل پانزده داستان است که در دنیای بازی‌های ویدئویی مختلف اتفاق می‌افتد. آرنولد شوارتزنگر، پاتریک شوارتزنگر، کوین هارت، لورا بیلی، کیانو ریوز، گابریل لونا، آریانا گرینبلات، آدواله آکینویه آگباجه، مایکل بیچ، امیلی اسوالو و کلودیا دومیت صداپیشگان آن هستند.
این مجموعه توسط آمازون در اوت ۲۰۲۴ سفارش داده شد و برای اولین بار در همان ماه در نمایشگاه گیمزکام رونمایی شد. هشت قسمت اول آن در ۱۰ دسامبر ۲۰۲۴، در سراسر جهان منتشر شد و هفت قسمت باقی مانده در ۱۷ دسامبر ۲۰۲۴ به نمایش در آمد. مرحلهٔ مخفی با واکنش‌های ضد و نقیضی از سوی منتقدان همراه بود. قسمت پک-من به عنوان تبلیغ برای بازی رو به انتشار این سری تحت نام هزارتوی سایه عمل کرد. در دسامبر ۲۰۲۴، این مجموعه برای فصل دوم نیز تمدید شد.

## پیش‌فرض
این مجموعه از پانزده داستان کوتاه پویانمایی و مستقل بر اساس بازی‌های ویدئویی و فرنچایزهای زیر تشکیل شده است:
| برند                         | مالکان                     |
| ---------------------------- | -------------------------- |
| آرمورد کور                   | فرام سافتور                |
| کنکورد                       | سونی اینتراکتیو انترتینمنت |
| کراس‌فایر                     | سمیلگت                     |
| سیاه‌چال‌ها و اژدهایان         | ویزارد کاست                |
| اِکسدِس                        | آرچ‌تایپ انترتینمنت         |
| افتخار پادشاهان              | گروه استودیویی تیمی        |
| مگا من                       | کپ‌کام                      |
| دنیای جدید                   | آمازون گیمز                |
| جهان‌های بیرونی ۲             | آبسیدین انترتینمنت         |
| پک-من (هزارتوی سایه)         | بندای نامکو انترتینمنت     |
| پلی‌استیشن                    | سونی اینتراکتیو انترتینمنت |
| سی‌فو                         | اسلوکلپ                    |
| اسپلونکی                     | ماس‌ماوث                    |
| آنریل تورنومنت               | اپیک گیمز                  |
| وارهامر ۴۰۰۰۰: سرباز فضایی ۲ | گیمز ورکشاپ                |